# Izabela Vidovic
Izabela Vidovic (Chicago, 27. svibnja 2001.) je američka pjevačica i glumica hrvatskog podrijetla.

## Životopis
Rođena je u Chicagu 27. svibnja 2001. u obitelji hrvatskih doseljenika Marija i Elizabete Vidović (rođ. Bašić). Majka Elizabeta je redateljica, scenaristica, glumica i spisateljica. Iako je njezina majka Elizabeta rođena u njemačkom Kasselu, roditelji njezine majke su Hrvati iz Bosne i Hercegovine, a sama Elizabeta odrasla je u Busovači. Otac Mario je također Hrvat iz BiH.
Već kao sedmogodišnjakinja glumila je u kazališnim predstavama o Mary Poppins, Camp Rock i Annie. Godine 2011. prešla je na snimanje televizijskih i filmskih uradaka. Tako je glumila i u nekoliko epizoda televizijske serije Fosterovi (The Fosters).

## Filmografija
-

| Rok           | Film                                    | Uloga                |
| ------------- | --------------------------------------- | -------------------- |
| 2005.-        | Kosti                                   | djevojčica           |
| 2010. – 2014. | Odgoj za početnike                      | Delilah              |
| 2011. – 2012. | Đavolja odvjetnica                      | Shelby Higgins       |
| 2011          | Zločinački umovi: Analiza počinitelja   | Rachel u djetinjstvu |
| 2011. – 2012. | Probdjevene noći                        | Tanya Moore          |
| 2011.         | Little in Common                        | Minnie Weller        |
| 2012.         | Deadtime Stories: Grave Secrets         | Robin                |
| 2012.         | Find Me                                 | Frankie              |
| 2012.         | Christmas Angel                         | Olivia Mead          |
| 2012.         | Help for the Holidays                   | Ally VanCamp         |
| 2012.         | Little Brother                          | Sam Alexis           |
| 2013.         | Zemlja zombija                          | Little Rock          |
| 2013.-        | The Fosters                             | Taylor               |
| 2013.         | Because These Kids Are... (kratki film) | Kat                  |
| 2013.         | Complexion (kratki film)                | Eva u djetinjstvu    |
| 2013.         | Neprijatelj pred vratima                | Maddy Broker         |
| 2014. – 2015. | Sve zbog jednog dječaka                 | Shea Garcia-Miller   |
| 2014.-        | The 100                                 | Charlotte            |
| 2014          | May I Die (kratki film)                 | Aishe                |
| 2017.         | Čudo                                    | Via                  |